# Central Hidroelèctrica d'Arenys d'Empordà
Central Hidroelèctrica d'Arenys d'Empordà és una obra de Garrigàs (Alt Empordà) inclosa a l'Inventari del Patrimoni Arquitectònic de Catalunya.

## Descripció
És situada al sud-oest del nucli urbà de Garrigàs i al sud del poblet d'Arenys d'Empordà, integrat a la mateixa població. Està ubicada al costat del riu Fluvià, al quilòmetre dos de la carretera GIV-6226.
És una edificació industrial destinada a central hidroelèctrica, formada per diverses construccions i envoltada d'un gran jardí. L'edifici principal presenta una planta en forma de L determinada per la successió de cinc cossos adossats. L'ala de tramuntana presenta una torre quadrada amb coberta de pavelló, distribuïda en tres plantes. Als costats hi ha un dos cossos rectangulars, el nord amb teulada de tres vessants i el sud de dues, distribuïts en dues plantes. L'ala de llevant també es caracteritza per les teulades dels tres cossos que la conformen, disposades a una i dues vessants. En general, les obertures són rectangulars, tot i que també n'hi ha d'arc de mig punt i alguna de circular, totes amb l'emmarcament d'obra arrebossat. L'interior de l'edifici presenta grans espais i estances, amb bona part de la maquinària original conservada. Al sud hi ha la bassa d'aigua, que des dels canals la conduïa a les turbines per generar l'electricitat.
Al costat de l'accés principal al recinte hi ha un conjunt format per tres edificis adossats de planta rectangular, amb les cobertes de dues vessants de teula i una esvelta torre rectangular amb obertures de mig punt a la part superior. Al seu costat hi ha una terrassa delimitada amb balustrada, al nivell del primer pis. La tanca delimitadora, d'obra, presenta una sanefa decorada de rajola vidrada, a la part superior.
La construcció es troba arrebossada i pintada amb una tonalitat groguenca

## Història
En origen era un molí fariner i també es destinà a la producció de barita per l'estació de Camallera.
La central d'Arenys d'Empordà es va construir l'any 1921, essent propietari Josep Pagès Perxes de Figueres. Aquesta central, juntament amb les d'Orfans, Calabuig, Sant Mori i d'altres situades en el baix Fluvià, subministraren bona part de l'energia que necessitava Figueres i la seva comarca. La central d'Arenys va tancar definitivament el 1976.
L'any 1984, essent-ne propietari l'enginyer industrial Joaquim Ramírez de Cartagena, i amb la col·laboració de la Universitat Politècnica (Girona) i el suport de la Generalitat de Catalunya, es va tornar a posar de nou en marxa i es va modernitzar.
Actualment, les instal·lacions estan ocupades per un centre cristià de recolliment.